# Convolvulus floridus
Espèce
Synonymes
- Convolvulus floridus var. angustifolius (Pit.) G.Kunkel[2]
- Convolvulus floridus var. densiflorus Christ[2]
- Rhodorhiza florida var. angustifolia Pit.[2]
- Rhodorhiza florida var. densiflora (Christ.) Pit.[2]
- Rhodorhiza florida var. genuina Pit.[2]
- Rhodorhiza florida (L.f.) Webb[2]
- Rhodoxylon floridum (L.f.) Raf.[2]

Statut de conservation UICN

 LC  : Préoccupation mineure
Convolvulus floridus est une espèce de plantes de la famille des Convolvulaceae, endémique des îles Canaries.

## Description
Convolvulus floridus a été décrit en 1782 par Carl von Linné le Jeune.
C’est un arbuste ramifié atteignant jusqu’à 4 mètres de hauteur, les parties végétatives sont rapidement épaissies, pubescentes, quelque peu glabres sur les parties plus anciennes. Les feuilles sont sessiles, mesurant 2 à 14 × 0,5 à 2,6 cm, étroitement à largement oblongues, vert foncé, aiguë à obtuse, entières, avec une base atténuée. Les branches florifères à l’aisselle des feuilles supérieures forment une inflorescence terminale, en forme de panicule, de cymes ramifiées avec des branches primaires atteignant 7 cm de long, les axes étant densément pubescents. Les bractéoles mesurent 1 × 0,5 mm, et sont en forme d'écailles, caduques. Les pédicelles mesurent 2 à 15 mm. Les sépales externes mesurent 4 × 2 mm, et sont largement lancéolés, apiculés, à marge ciliolée ; tandis que les sépales internes mesurent 4 × 4 mm, et sont mucronés, elliptiques ou suborbiculaires, membraneux. La corolle mesure de 1,1 à 1,5 cm de long, elle est blanche, non lobée, avec des bandes médiopétalaires pileuses. Les anthères sont exsertes. L’ovaire est pileux. Le style est pileux, divisé à environ 3 mm au-dessus de la base. Les stigmates mesurent environ 3 mm. La capsule est aiguë, pileuse, et contient une seule graine. Les graines sont minutieusement hirsutes.

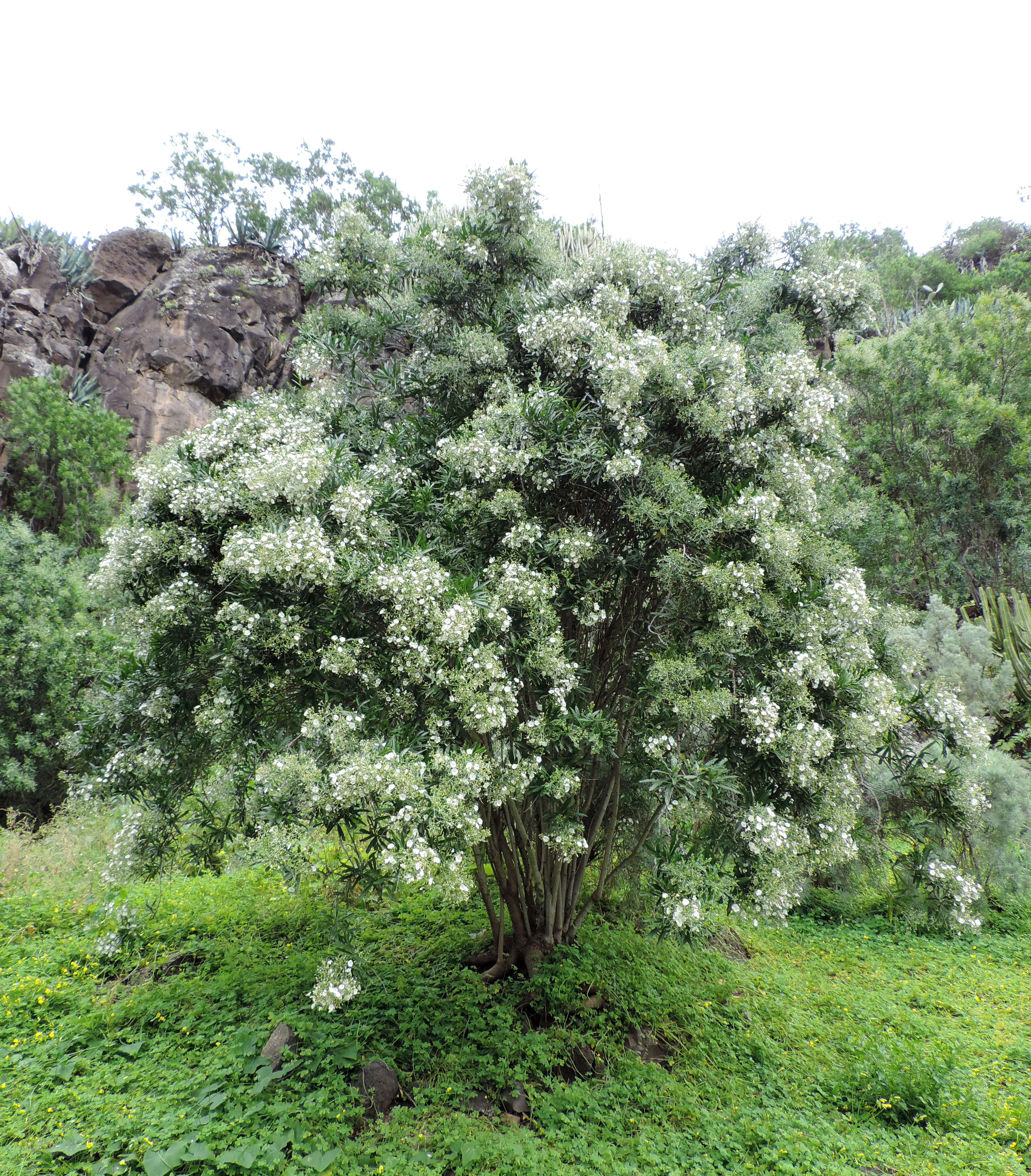
Convolvulus floridus au Jardín Botánico Canario Viera y Clavijo.
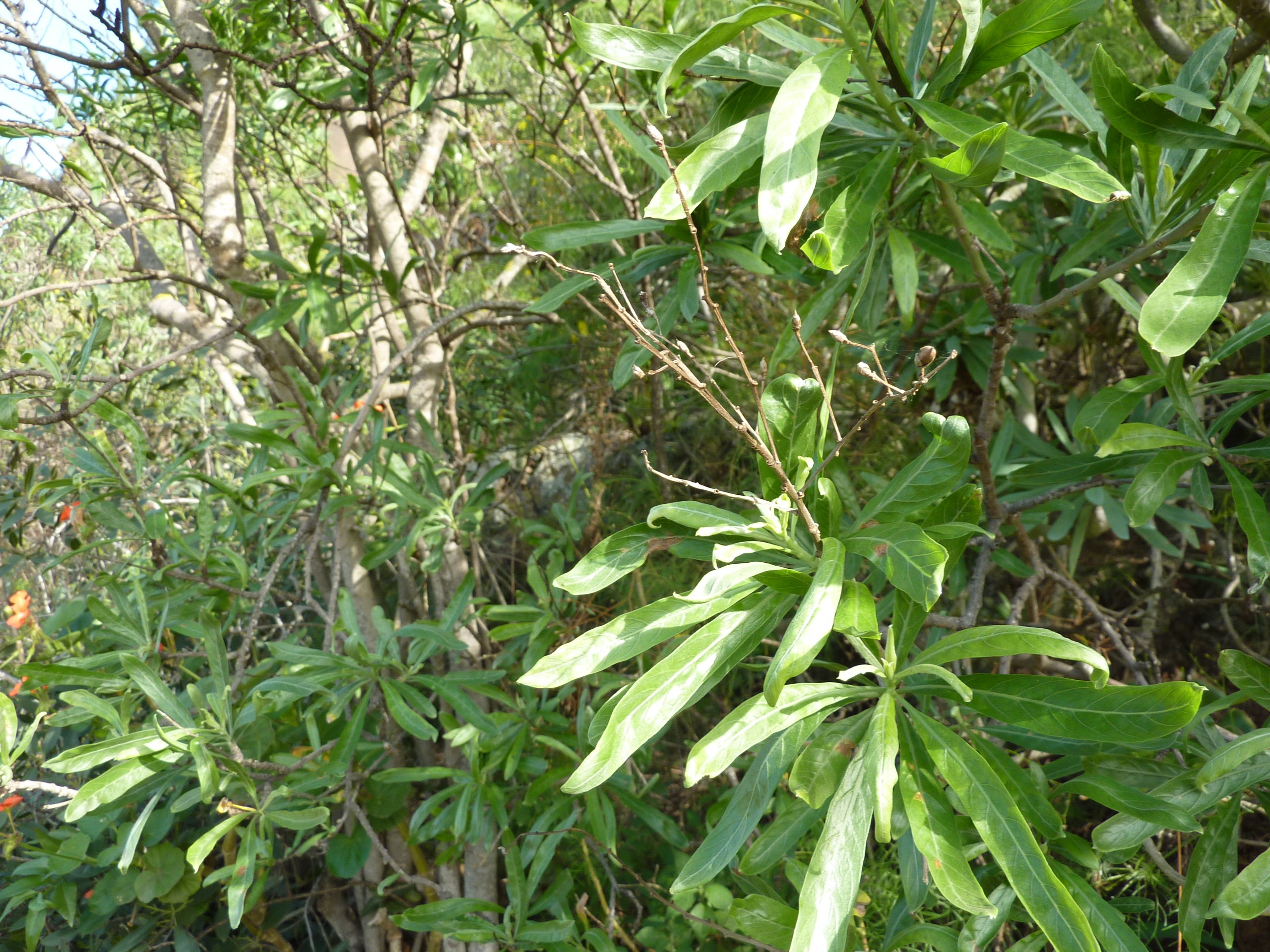
Détail des feuilles.
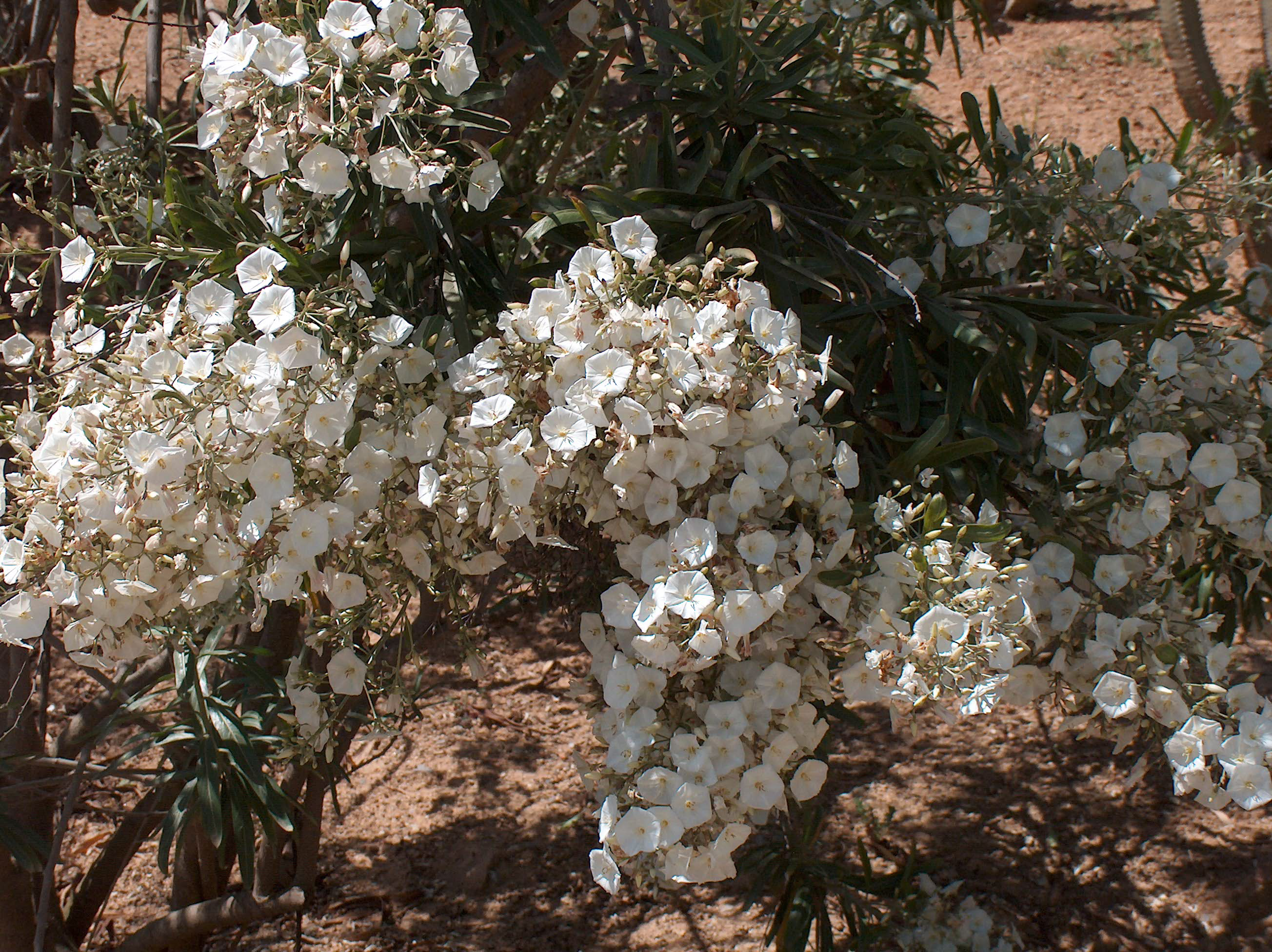
Les inflorescences sont très nombreuses.
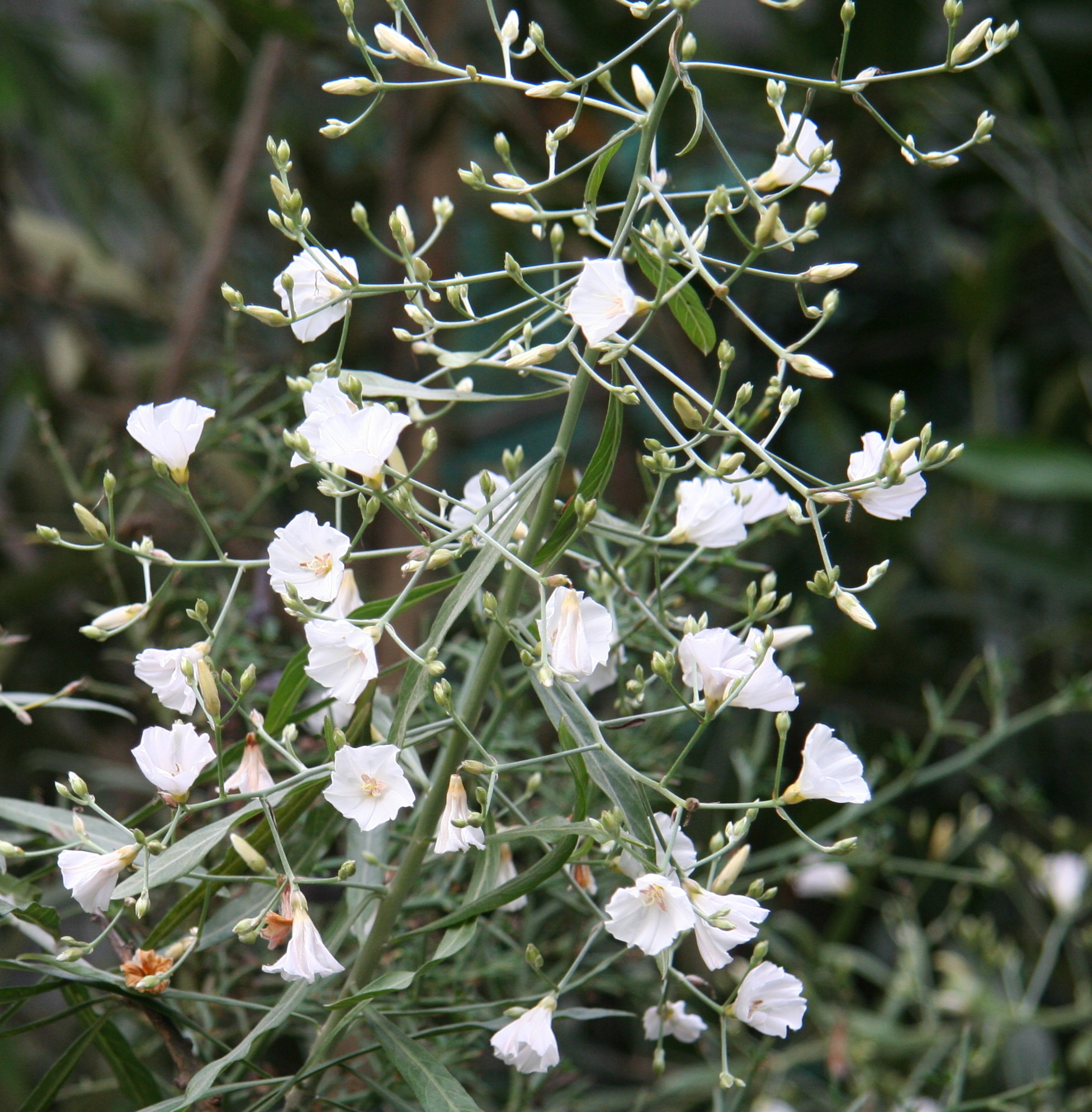
Détail d’une inflorescence.

## Taxinomie
Convolvulus floridus a pour synonymes :
- synonymes homotypiques :
  - Rhodoxylon floridum (L.f.) Raf., Fl. Tellur. 4: 80 (1838).
  - Rhodorhiza florida (L.f.) Webb, Edwards's Bot. Reg. 27(Misc.): 70 (1841).
- synonymes hétérotypiques :
  - Convolvulus floridus var. densiflorus Christ, Bot. Jahrb. Syst. 9: 125 (1887).
  - Rhodorhiza florida var. angustifolia Pit. in J.-C.M.Pitard & L.Proust, Iles Canaries: 281 (1909).
  - Rhodorhiza floridus var. densiflora (Christ) Pit. in J.-C.M.Pitard & L.Proust, Iles Canaries: 282 (1909).
  - Convolvulus floridus var. angustifolius (Pit.) G.Kunkel, Cuad. Bot. Canaria 28: 59 (1976 publ. 1977).

Convolvulus floridus var. virgatus (Webb & Berthel.) Mend.-Heuer, Cuad. Bot. Canaria 12: 24 (1971) est un synonyme de l’hybride Convolvulus ×despreauxii.

## Habitat et écologie
Convolvulus floridus se trouve dans les broussailles côtières et les forêts thermophiles, participant aux communautés de transition entre ces écosystèmes. On le trouve également sur les falaises et les pentes ensoleillées, avec les communautés à Euphorbia spp..

## Répartition

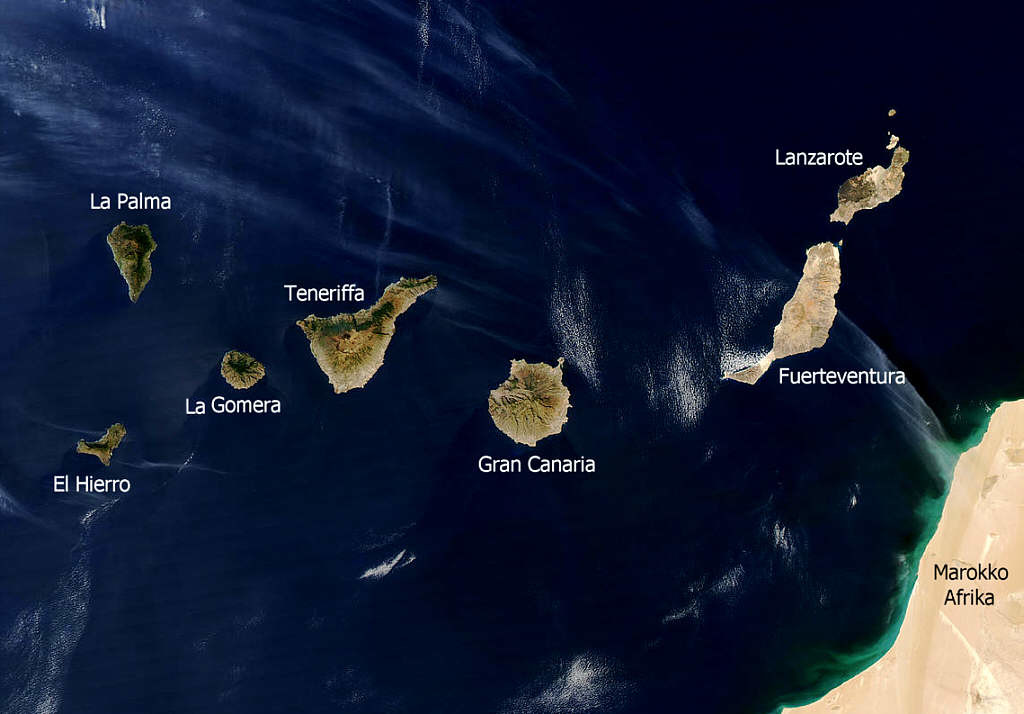
Image satellite légendée des îles Canaries.

L’espèce est endémique des îles Canaries, où on la trouve sur toutes les îles, mais elle est cependant rare sur les îles de Lanzarote et El Hierro.
La zone d'occurrence (EOO, extend of occurrence) des populations sauvages a été estimée à environ 47 318 km2 et la zone d'occupation (AOO, area of occupancy) à 837 km2. Sa présence a été signalée de 50 à 900 m d'altitude.

## Conservation
Elle est classée en « espèce de préoccupation mineure » par l’Union internationale pour la conservation de la nature.
Les populations sont présentes sur toutes les îles Canaries, mais les populations d’El Hierro, de Lanzarote et de Fuerteventura sont restreintes. À Fuerteventura, la taille de la population a été estimée en 2006 à 50 individus poussant sur des pentes abruptes, et elle serait légèrement inférieure en 2017.
Bien qu’il n’y ait pas d’informations détaillées sur les populations des autres îles, la taille de ces populations serait stable, après certaines tendances à la hausse ces derniers temps en raison de l’abandon d’activités anciennes liées à l’élevage.
La plus grande menace à laquelle sont confrontées les populations de cette espèce est la conversion des forêts thermophylles en terres cultivées, ce qui a entraîné la perte de superficie et de biodiversité de cet écosystème, qui ne couvre plus que 17,3% de sa superficie potentielle. En raison de l’huile aromatique qui peut être obtenue à partir de ses branches et de ses racines, cette espèce a été fortement exploitée au XIXe siècle pour le commerce international, ce qui a entraîné le déclin rapide de ses populations sauvages.
La surpopulation caprine (Capra hircus) et le pâturage ont été identifiés comme des menaces pour les populations de Lanzarote. À Fuerteventura, le pâturage a conduit à restreindre la distribution de l'espèce dans des endroits non accessibles. Dans les autres îles, parce que la taille de la population est plus grande et la présence d'espèces agréables au goût est plus large, la pression de pâturage n'est actuellement pas aussi importante que dans les îles orientales de l’archipel.

## Utilisation

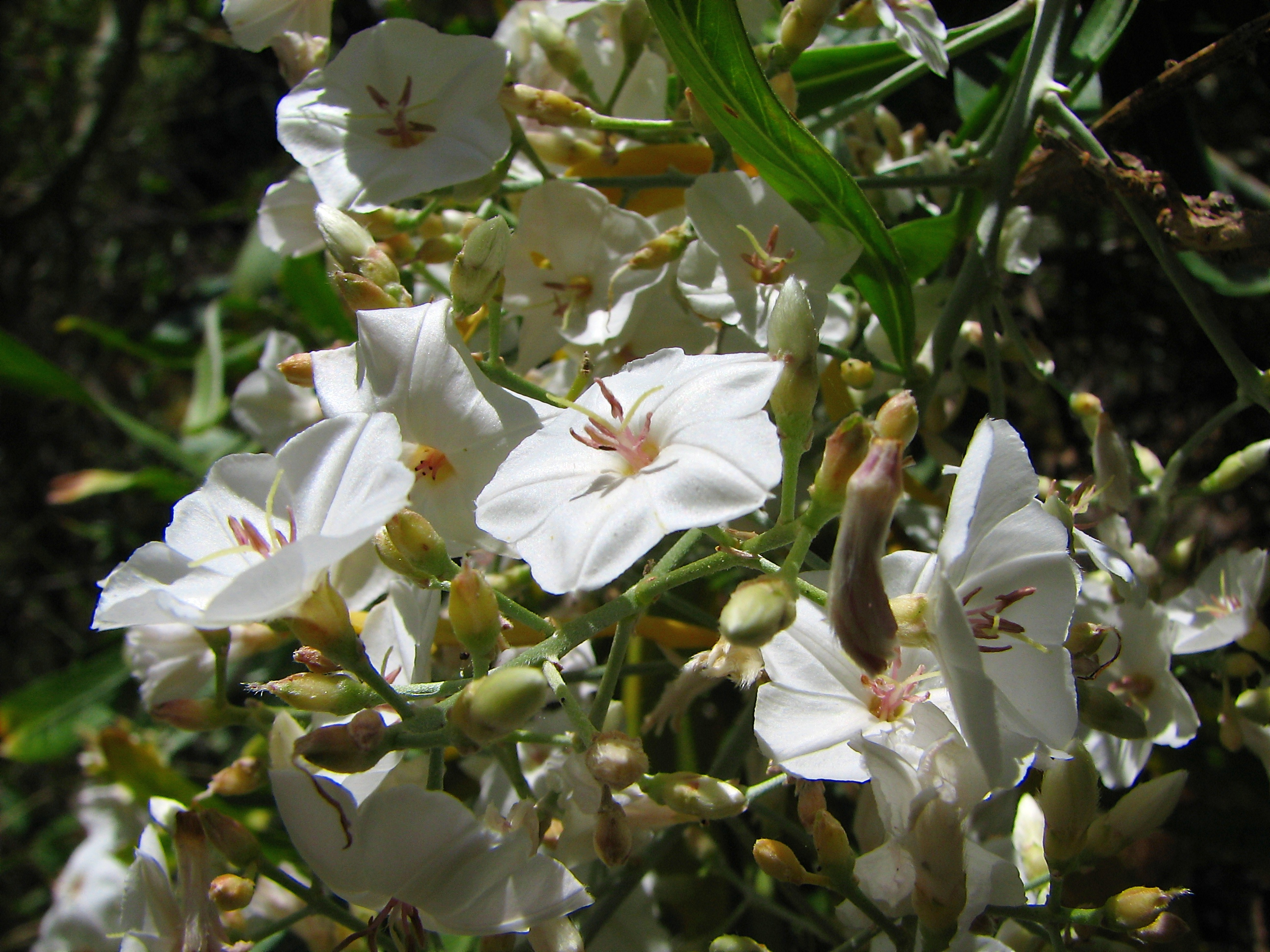
Détail des fleurs.

Cette espèce est souvent plantée dans les jardins des îles Canaries. Une huile parfumée connue sous le nom d’huile de rhodium ou de bois de rose (en) peut être obtenue à partir de ses branches et de ses racines. L’espèce a été utilisée comme composante de programmes de restauration de l’environnement.

## Hybridation
Convolvulus floridus peut s’hybrider avec Convolvulus scoparius, une autre espèce endémique des îles Canaries, pour donner l’hybride Convolvulus ×despreauxii.